# مارفين غاكبا
مارفين غاكبا (1 نوفمبر 1993 بدونكيرك في فرنسا - ) هو لاعب كرة قدم فرنسي-جزائري في مركز الهجوم في نادي مسيمير القطري. لعب مع نادي لوريان.

## وصلات خارجية
- مارفين غاكبا على موقع اتحاد تركيا (لاعب) (الإنجليزية)
- مارفين غاكبا على موقع رابطة كرة القدم الفرنسية للمحترفين (الإنجليزية)
- مارفين غاكبا على موقع قاعدة بيانات كرة القدم.إي يو (الإنجليزية)
- مارفين غاكبا على موقع Soccerway.com (الإنجليزية)
- مارفين غاكبا على موقع AS.com (الإسبانية)